# Chiesa di San Francesco ad Alto
L'ex chiesa di San Francesco ad Alto è situata ad Ancona.

## Storia e descrizione
Secondo la tradizione, il luogo in cui la chiesa fu eretta era stato scelto dallo stesso san Francesco nel 1219, anno in cui era ad Ancona per imbarcarsi per l'Egitto; il suo viaggio era motivato dalla volontà di portare una parola di pace in una terra funestata dalle lotte tra cristiani e musulmani. Quindi la denominazione "ad Alto" sarebbe stata tratta dalle parole stesse del santo di Assisi, che le pronunciò mentre si trovava sulle banchine del porto, indicando il colle Astagno come luogo in cui erigere il primo convento e la prima chiesa francescana di Ancona..
Inizialmente la chiesa era di dimensioni ridotte: lo stesso Santo non voleva che le chiese dei suoi frati fossero ricche e troppo ampie. Tornato dall'Egitto e visto che essa era troppo grande, nel giro di qualche anno la fece ridurre di dimensioni. Dal 1230 al 1323 la comunità che l'utilizzò fu la sola famiglia francescana di Ancona.
L'aumento dei membri della comunità e la loro stessa attività resero necessari ampliamenti sia per la chiesa che per il convento; i primi lavori avvennero tra il 1422 ed il 1425, al tempo del padre guardiano Gabriele Ferretti, appartenente alla nobile e potente famiglia anconetana, le cui enormi ricchezze egli abbandonò per seguire la vita monastica. Fra' Gabriele, oltre al nuovo dormitorio per i frati, fece aggiungere un nuovo corpo alla chiesa, trasformando l'edificio preesistente in presbiterio; inoltre la dotò di un portico antistante.
Dal 1449 egli fu nominato superiore del convento di San Francesco ad Alto, incarico che mantenne fino al 1452, dopo di che continuò a vivere nel monastero, dove rimase fino alla morte, il 12 novembre 1456.
Il 9 dicembre 1456 ebbe un'umile sepoltura, nella nuda terra, a sinistra della porta della chiesa; nel 1489 il corpo fu traslato in un'urna marmorea fatta scolpire dalla sorella Paolina Ferretti, che fu posta a fianco dell'altare maggiore. Nell'occasione la famiglia Ferretti commissionò al pittore veneziano Carlo Crivelli la realizzazione del dipinto Beato Gabriele Ferretti in estasi, ambientato nei giardini del convento, che venne posto nella chiesa.
Alla fine del XV secolo venne aggiunta all'edificio un'abside ed una sacrestia; l'aula venne inoltre suddivisa in tre navate da due file di colonne. I lavori durarono nel tempo, perché si hanno notizie su altri interventi ed altre spese, relativamente agli anni 1588 e 1614, quando, a cura di fra' Nicola Bonarelli, venne completato il chiostro conventuale e furono affrescate le lunette con storie sacre. Nel 1520 il mercante raguseo Luigi Gozzi, come segno di gratitudine per la città che lo aveva accolto, commissionò al pittore veneto Tiziano una grande pala d'altare da porre a San Francesco ad Alto: l'Apparizione della Vergine, capolavoro del periodo giovanile del grande pittore cadorino e sua prima opera firmata. L'origine dalmata del committente è rivelata dalla presenza nel dipinto di San Biagio, patrono di Ragusa, l'attuale città di Dubrovnik in Croazia.
Una descrizione del 1784 offre l'idea della vastità del tempio, visto che vi si dicono presenti ben 15 altari. La chiesa conteneva alcuni capolavori della pittura rinascimentale in città come la Madonna col Bambino e il Beato Gabriele Ferretti in estasi entrambi di Carlo Crivelli, l'Apparizione della Vergine (1520), o Pala Gozzi dal nome del committente, di Tiziano, ma anche la tela con i Quattro Santi in estasi con Angeli musicanti, proveniente dalla Chiesa di San Francesco ad Alto, realizzata nel 1598 circa per la distrutta terza cappella sinistra (oggi alla Pinacoteca civica).
Dopo l'Unità d'Italia, il 14 maggio 1862 il corpo di Gabriele Ferretti, oggetto di venerazione e proclamato beato il 9 settembre 1753 da papa Benedetto XIV, venne traslato nella cripta del Duomo di Ancona e successivamente, il 30 gennaio 1943, nella chiesa di San Giovanni Battista, affidata a quegli stessi frati minori fra i quali il Beato Ferretti svolse tutto il suo servizio sacerdotale.
Nel 1863 la chiesa venne demanializzata e secolarizzata (l'ultima funzione religiosa vi si tenne il 2 maggio di quello stesso anno), con la sua trasformazione in ospedale militare; la grande aula fu divisa in piani e il campanile fu mozzato al di sopra del piano di calpestio della cella campanaria. Gli arredi, le sculture e i dipinti vennero dispersi in vari luoghi della città: la piccola tavola della Madonna col Bambino di Carlo Crivelli e l'Apparizione della Vergine del Tiziano sono ora alla Pinacoteca civica Francesco Podesti (allora appena inaugurata), il sarcofago del Beato Ferretti al Museo Diocesano, alcune sculture al Palazzo degli Anziani, l'altare maggiore in legno dorato nella chiesa di San Francesco alle Scale (dal secondo dopoguerra), le campane nella chiesa dei Santi Cosma e Damiano, il cui campanile, opera di Godeardo Bonarelli, è l'esatta replica dell'ex campanile del complesso. Il dipinto Beato Gabriele Ferretti in estasi di Carlo Crivelli, in passato venduto dalla famiglia Ferretti, è ora esposto alla National Gallery di Londra.

## Galleria d'immagini

La Madonna col Bambino, di Carlo Crivelli, ora alla Pinacoteca civica Francesco Podesti di Ancona
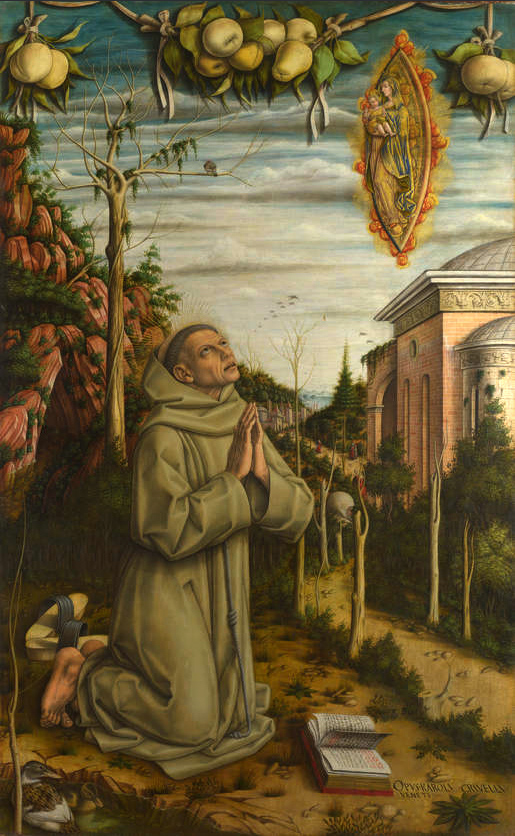
Il Beato Gabriele Ferretti in estasi, di Carlo Crivelli, ora alla National Gallery di Londra, ambientato nei giardini del convento di San Francesco ad Alto ad Ancona
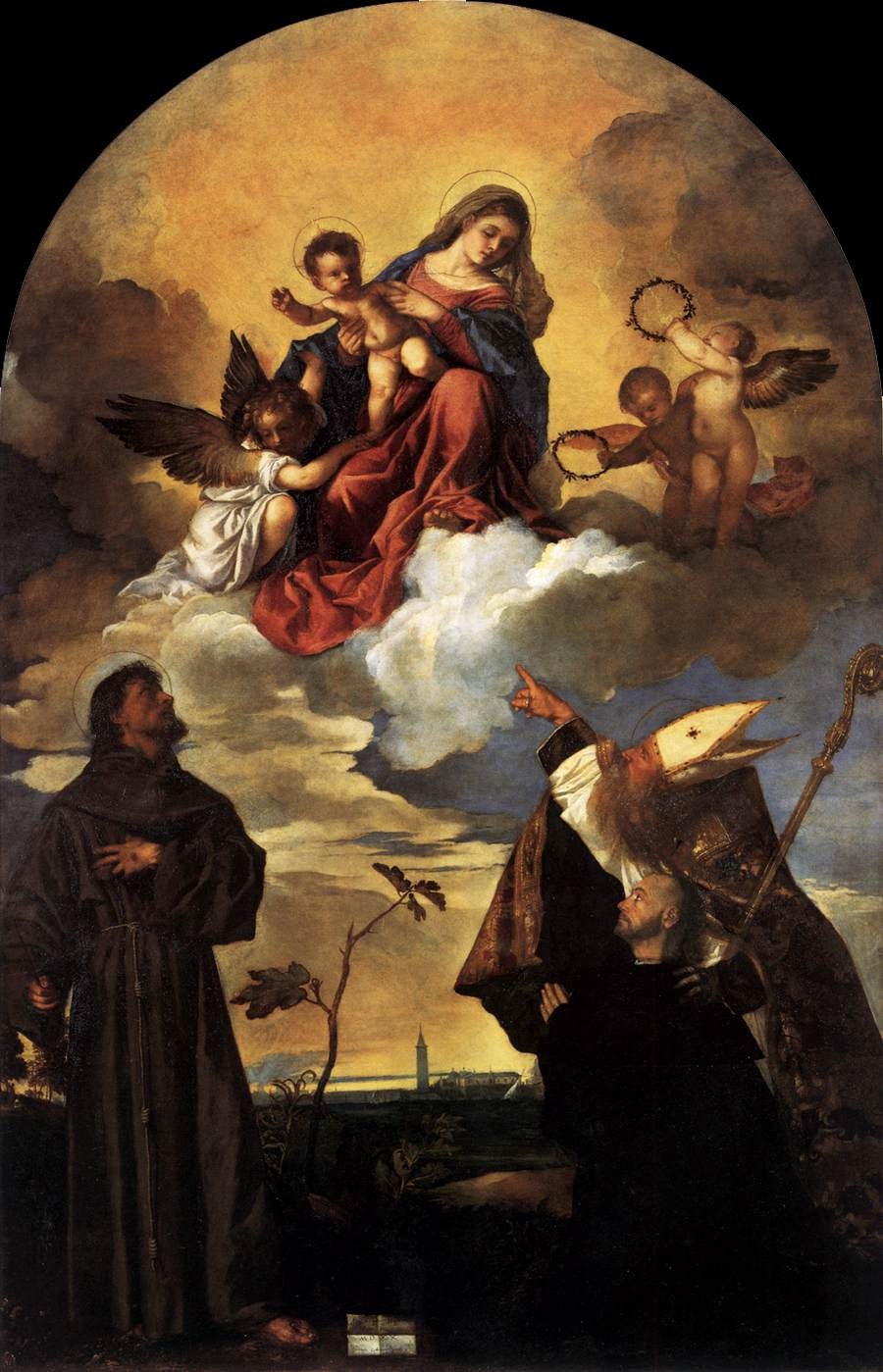
L'Apparizione della Vergine a San Francesco, San Biagio e committente, detta anche "Pala Gozzi", di Tiziano, ora alla Pinacoteca civica Francesco Podesti di Ancona